# Arrondissement di San Remo
L'arrondissement di San Remo è stato un antico arrondissement del dipartimento delle Alpi Marittime (Alpes-Maritimes) creato nel 1805, dopo l'annessione all'Impero Francese (Empire français) della Repubblica di Genova, e soppresso l'11 aprile 1814, dopo il crollo dell'Impero napoleonico.

## Genesi
Partendo dalla teoria dei confini naturali, e considerando le Alpi del Marguareis come vette pienamente alpine e quindi di confine naturale tra Francia e Italia, i transalpini vittoriosi annessero l’estremità occidentale della Liguria considerandola per natura territorio francese. Per questioni di economicità la creazione di questo distretto suggerì peraltro l’abolizione dell’arrondissement di Monaco, da subito acquisendo l’alta valle di Triora che era da sempre piemontese e mai ligure, e poi dal 1807 tutta la val Roja.

## Composizione

Mappaa del dipartimento francese delle Alpi Marittime nel 1805, con in evidenza la suddivisione in arrondissement (blu: Poggetto Tenieri / Puget-Théniers, verde: Nizza / Nice, malva: San Remo) e cantoni

L'arrondissement di Sanremo includeva i seguenti cantoni e comuni:
Arrondissement de San Remo:
- - Cantone di Sanremo: La Colla; San Remo (Saint-Rème)
  - Cantone di Ventimiglia (canton de Vintimille): Airole; Bevera; Camporosso; La Penna; Ventimiglia (Vintimille).
  - Cantone di Bordighera: Bordighera; Borghetto; San Biagio; Sasso; Seborga; Soldano; Vallebona; Vallecrosia.
  - Cantone di Taggia: Badalucco; Castelbajardo; Ceriana; Montalto; Taggia.

- - Cantone di Triora: Triora.

1807 (arr. de San Remo in verde)

  - Cantone di Pigna (canton de Pigne): Castel Franco; Pigna (Pigne).
  - Cantone di Briga (canton de La Brigue): Briga (La Brigue); Tenda (Tende).
  - Cantone di Perinaldo: Apricale; Borjardo; Dolceacqua; Isolabona; Perinaldo; Rochetta.
  - Cantone di Saorgio (canton de Saorge): Breglio (Breil); Saorgio (Saorge).